# Carabina
La carabina (del francés: carabine) es un arma de fuego similar al fusil, pero generalmente más corta y con menor potencia de fuego. Las carabinas fueron creadas a partir de fusiles, siendo esencialmente fusiles más cortos (y, por ende, más livianos) con la misma munición, aunque comúnmente, al tener un cañón más corto, con una velocidad menor. También ha ocurrido el caso contrario, donde el fusil y la carabina adoptados en una nación no estaban relacionados técnicamente y utilizaban, por ejemplo, municiones o mecanismos internos distintos.
Durante el siglo XIX, las carabinas fueron las armas por excelencia empleadas por las tropas de caballería. Los soldados a pie usaban una arma de fuego de mayor tamaño y potencia de fuego, mientras que la caballería necesitaba un arma más pequeña y ligera. Estas dimensiones cortas y peso relativamente bajo hizo que las carabinas fueran más fáciles de usar durante situaciones de combate a distancias cortas, como la guerra urbana o en junglas, o que se pueda utilizar desde vehículos. Las desventajas principales de las carabinas, en comparación con los fusiles, una vez más debido a su cañón más corto, son su falta de puntería a largas distancias y su alcance efectivo más corto. A menores longitudes de la misma arma básica varía su denominación, llamándose «mosquetón» a una carabina corta, y «tercerola» a la que, utilizada fundamentalmente por fuerzas de caballería, es un tercio más corta que la carabina. En el entorno anglosajón, desde que se pasó del ánima lisa a rayada, tanto a carabinas como a fusiles se los conoce como rifles.

## Historia

### Historia temprana de la carabina
La carabina era originalmente un arma más corta y ligera desarrollada para los soldados de caballería, quienes no podían disparar un fusil o mosquete desde su montura debido a su peso y tamaño. Las carabinas solían ser menos precisas y con menor potencia de fuego que las armas de la infantería, a causa de su distancia más corta entre miras y a la velocidad baja de las balas por su cañón corto.
Con la llegada de la pólvora sin humo, las desventajas sobre la velocidad debido a su cañón corto disminuyeron. Finalmente, la caballería montada fue desapareciendo, pero las carabinas continuaban siendo usadas por aquellos que preferían un arma más compacta y liviana a pesar de la reducción de potencia de fuego y puntería a largas distancias. La conveniencia de un arma corta para las tropas montadas también demostró ser útil cuando se trataba de otros vehículos, como los transportes blindados de personal, los helicópteros, así como cuando se enfrentaban en combates cercanos.
Durante el siglo XIX, las carabinas se desarrollaron separadamente de los fusiles de infantería, y en muchas ocasiones no empleaban la misma munición, lo que creaba problemas de suministros. Durante la guerra civil estadounidense se desarrolló una de las carabinas más notables de la época, la carabina Spencer, que usaba un sistema tubular con capacidad para siete proyectiles. Posteriormente, la carabina de repetición Winchester se convirtió en uno de los modelos más populares y reconocibles, creándose varias versiones que utilizaban cartuchos de revólver.

### Primera Guerra Mundial
Durante las décadas que precedieron a la Primera Guerra Mundial, los fusiles en servicio de los ejércitos comenzaron a ser de menor tamaño, bien por rediseños o generalmente utilizando las versiones de carabina de los rifles. 

### Segunda Guerra Mundial
El Modelo 1891 del Mosin-Nagant ruso con cañón de 800 mm de largo, que se redujo a 730 mm en 1930 y a 510 mm en 1938. El Mauser 98 pasó de un largo de cañón de 740 mm de 1898 a los 600 mm del Karabiner Kurz en 1935. La longitud del cañón del fusil de los Estados Unidos no cambió entre el M1903 Springfield de la I Guerra Mundial y el M1 Garand de la Segunda Guerra Mundial, ambos con 610 mm, que ya era un cañón corto en su época. La Carabina M1 era una arma más tradicional, con un cañón de 460 mm, sin ser una versión corta del M1 Garand, sino un diseño propio con una munición distinta.
Tras la experiencia en combate de la Primera Guerra Mundial, los criterios que se aplicaban para seleccionar las armas de la infantería empezaron a cambiar. A diferencia de las anteriores guerras, en las que se solía combatir en trincheras y líneas fijas, la II Guerra Mundial fue una guerra móvil, luchando frecuentemente en ciudades, bosques y otras zonas donde la movilidad y visibilidad estaban reducidas. Además, las mejoras en la artillería hacía que los avances de la infantería en zonas claras fueran muy peligrosos.
La mayoría de los encuentros con enemigos eran a distancias menores de 300 m, y el enemigo sólo se exponía al fuego durante un breve tiempo entre cuando se movían de una cobertura a otra. Cuando se disparaba, no se intentaba apuntar a un combatiente enemigo, sino realizar disparos hacia la dirección donde se encontraban las tropas para impedir sus movimientos y sus ataques; esto se denomina fuego de supresión. Estas situaciones no requerían un fusil pesado con gran alcance y precisión; un arma de menos potencia de fuego podía causar bajas a distancias cortas y su reducido retroceso permitía disparar más veces durante el tiempo que las tropas enemigas se exponían.
Además, la munición pesaba menos, lo que significaba que se podía llevar más cantidad de balas. El cañón de menor longitud hacía al arma más ligera y fácil de usar en espacios estrechos. El fuego automático también era una característica positiva, pues permitía al soldado realizar ráfagas de tres a cinco balas, incrementando la posibilidad de alcanzar a las tropas enemigas.
Los alemanes habían experimentado con carabinas de fuego selectivo que disparaban munición de fusil durante los primeros años de la Segunda Guerra Mundial. Debido a la potencia de esta munición, el retroceso era grande e impedía manejar apropiadamente el arma en fuego automático, por lo que crearon una munición intermedia, denominada 7,92 x 33 mm Kurz (corta en alemán). Esta nueva munición fue finalmente utilizada por el Sturmgewehr 44, literalmente fusil de asalto.

### Guerra fría
Tras esta guerra, la Unión Soviética adoptó un arma similar, el AK-47, que fue el arma estándar de infantería. Los Estados Unidos crearon la M2 Carabina, una versión de fuego selectivo de la M1.

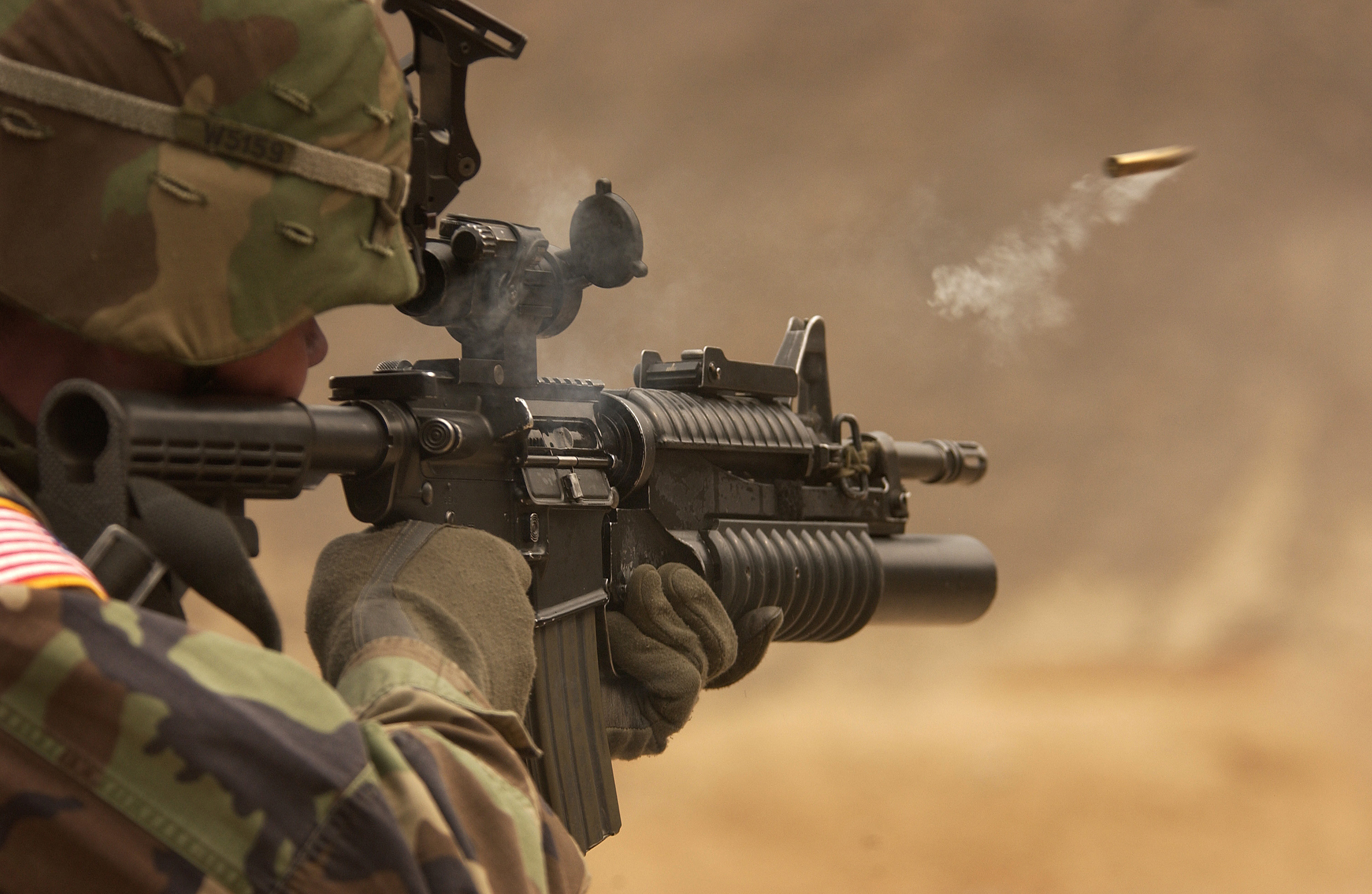
La carabina M4, un derivado compacto del fusil M16.

Aunque los países de la OTAN no adoptaron una munición intermedia, se mantuvo la tendencia a crear fusiles de asalto más pequeños y ligeros. La OTAN adoptó el proyectil de 7,62 × 51 mm OTAN, con una potencia entre el .30-06 Springfield y el .303, que se utilizó en fusiles como el M14 y el FN FAL.
En los años 1960, la OTAN adoptó el cartucho 5,56 × 45 mm OTAN. Este proyectil era más pequeño y liviano que el del AK-47, pero poseía mayor velocidad y aproximadamente la misma energía. En los Estados Unidos se sustituyó el fusil M14 por el M16, aunque el primero seguía siendo empleado para tareas de francotirador. Posteriormente se han desarrollado modelos de carabinas como arma principal de la infantería, como el AKS-74U soviético y el CAR-15 estadounidense.